# Edward Kerrison (1er baronnet)
Edward Kerrison, 1er baronnet (30 juillet 1776 – 9 mars 1853) est un officier et homme politique britannique.

## Biographie
Il est le fils unique de Matthias Kerrison (1742–1827), qui est un marchand prospère et un investisseur immobilier, et de son épouse, Mary Barnes. Il est né dans la propriété de son père, Hoxne Hall, près de Bungay, Suffolk, le 30 juillet 1776.
Kerrison est lieutenant-colonel dans le 7th Light Dragoons, et sert pendant la Guerre d'indépendance espagnole et commande son régiment à la bataille de Waterloo.
Avec Charles Wetherell, il adresse une pétition au Parlement pour fraude électorale aux élections législatives de Shaftesbury, Dorset.

## Descendance
Son fils Edward Clarence lui succède à sa mort. Il a également trois filles :
- Anna, qui épouse John Henniker-Major (4e baron Henniker) en 1836.
- Emily-Harriet, qui épouse Philip Stanhope (5e comte Stanhope) en 1834.
- Agnes-Burrell, qui épouse William Bateman-Hanbury (2e baron Bateman) le 13 mai 1854.